# كفيل 1
كفيل1 هوه الاسم المستخدم من قبل العراق لتطوير الدبابة السوفيتية تي55 ويشمل التطوير جميع اجزاء الدبابة من محرك وهيكل جديد مختلف جذريا عن اصل الدبابة وأعلن عن التصميم عام 2017 من قبل قائد فرقة العباس القتالية ميثم الزيدي، تتميز ببرجها الأصغر من سابقتها تي-55 بالإضافة إلى دروع أكثر تفاعلية للحماية من قذائف آر بي جي -7 فضلا عن الرؤية البانورامية بزاوية 360° والكاشف النهاري الذي يصل مداه إلى 14كلم